# Szymon Frug

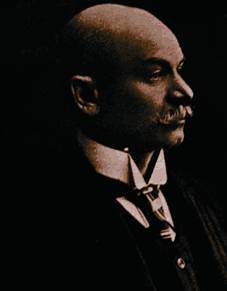
Szymon Frug

Szimeon Szmuel Frug – (hebr. שמעון ) פְרוּג (פרוג ), (ros. Фруг, Семён Григорьевич) (ur. 1860 pod Chersoniem, Ukraina – zm. 1916 w Odessie) – żydowski poeta.
Urodzony na Krymie w rodzinie żydowskich wieśniaków. Do 28 roku życia pisał wyłącznie po rosyjsku, potem już w jidysz, a pod koniec życia po hebrajsku. Jego wiersze, często w formie balladowej, mówią głównie o prześladowaniach Żydów i o tęsknocie do Syjonu. Niektóre z nich stały się pieśniami tak popularnymi, że uchodzą za ludowe. Jest autorem wierszy: Miejcie litość, Piasek i gwiazdy. Zmarł w ubóstwie.